# Cernotina calcea
Cernotina calcea är en nattsländeart som beskrevs av Ross 1938. Cernotina calcea ingår i släktet Cernotina och familjen fångstnätnattsländor. Inga underarter finns listade i Catalogue of Life.